# Нолан, Сидней
Сэр Сидней Роберт Нолан (англ. Sir Sidney Robert Nolan; 22 апреля 1917, Мельбурн — 28 ноября 1992, Лондон) — австралийский живописец-абстракционист и график.

## Жизнь и творчество
Изучал живопись в школе при «Национальной художественной галерее» в Мельбурне. Был одним из руководителей группы живописцев «Heide Circle», в которую входили также Альберт Такер, Джой Хестер, Артур Бойд и Джон Персеваль. В 1938 году Нолан женится, но этот брак был недолгим. В годы Второй мировой войны служил в действующей армии; после её окончания некоторое время жил близ Мельбурна, в том доме теперь находится Музей современного искусства «Heide Museum of Modern Art». В 1948 вновь женился, на Синтии, сестре своего друга, художественного критика Джона Рида. В 1978 году Нолан вступил в брак в третий раз — с Мэри Бойд, бывшей женой Джона Персеваля.
В течение некоторого времени Нолан учился в парижском Atelier 17 у Стэнли У. Хейтера. Наиболее известными работами Нолана из его австралийского периода являются картины из серии 1946—1947 годов о местном рэйнджере Нэде Келли. В 1950 году художник переехал в Лондон, где жил и работал всю оставшуюся жизнь. В 1959 году С. Нолан принимал участие в выставке современного искусства documenta II в Касселе. Кроме живописных полотен и графики писал также театральные декорации и иллюстрировал литературу.
Сэр Сидней Нолан был награждён британским орден Заслуг и орденом Австралии.